# Burkartia lanigera
Burkartia lanigera (Hook. & Arn.) Crisci, 1976 è una specie di pianta della famiglia delle Asteraceae. Questa specie è anche l'unica del genere Burkartia Crisci, 1976.

## Descrizione
Questa specie ha un habitus perenne, basso-arbustivo, cespitoso e cusciniforme. Queste piante sono prive di lattice.
Le foglie sono sessili, densamente spiralate con margini aciculati (aghiformi) e fortemente revoluti.
Le infiorescenze sono composte da capolini terminali solitari. I capolini, sessili o brevemente peduncolati, sono radiati ed omogami e sono formati da un involucro a forma da spiraleggiante a campanulata composto da brattee (o squame) all'interno delle quali un ricettacolo fa da base ai fiori di due tipi (più o meno): tubulosi (centrali del disco) e ligulati (periferici del raggio). Le brattee, simili a foglie, disposte su 2 - 3 serie in modo embricato sono di vario tipo e consistenza. Il ricettacolo, pubescente, a forma leggermente convessa è nudo (senza pagliette).
I fiori sono tetraciclici (a cinque verticilli: calice – corolla – androceo – gineceo) e in genere pentameri (ogni verticillo ha 5 elementi). I fiori sono ermafroditi e fertili.
- Formula fiorale:

*/x K {\displaystyle \infty }, [C (5), A (5)], G 2 (infero), achenio
- Calice: i sepali del calice sono ridotti ad una coroncina di squame.
- Corolla: le corolle sono bilabiate: il labbro esterno è glabro con tre corti denti; quello interno ha due lunghi lobi contorti. Le corolle sono colorate di bianco.
- Androceo: l'androceo è formato da 5 stami con filamenti liberi e antere saldate in un manicotto circondante lo stilo.[10] Le antere in genere hanno una forma sagittata con appendici apicali acute. Le teche sono calcarate (provviste di speroni) e provviste di code. Il polline normalmente è tricolporato a forma sferica (può essere microechinato).
- Gineceo: il gineceo ha un ovario uniloculare infero formato da due carpelli.[10]. Lo stilo è unico e con due stigmi marcatamente divergenti e un nodo basale. Gli apici degli stigmi sono troncati e sono ricoperti da piccole papille o in qualche caso da peli penicillati. L'ovulo è unico e anatropo.

I frutti sono degli acheni con pappo. La forma degli acheni è cilindrica (raramente è compressa); le pareti sono ricoperte da coste appena visibili e sono glabre (o eventualmente setolose). Il carpoforo (o carpopodium) è uno stretto anello o corto cilindro oppure è assente. Il pappo (raramente è assente) è formato da setole disposte su 3 serie (in alcuni casi sono uniseriate), sono barbate o piumose del tutto o a volte sono subpiumose solo apicalmente, ed è direttamente inserito nel pericarpo o connato in un anello parenchimatico posto sulla parte apicale dell'achenio.

## Biologia
- Impollinazione: l'impollinazione avviene tramite insetti (impollinazione entomogama tramite farfalle diurne e notturne).
- Riproduzione: la fecondazione avviene fondamentalmente tramite l'impollinazione dei fiori (vedi sopra).
- Dispersione: i semi (gli acheni) cadendo a terra sono successivamente dispersi soprattutto da insetti tipo formiche (disseminazione mirmecoria). In questo tipo di piante avviene anche un altro tipo di dispersione: zoocoria. Infatti gli uncini delle brattee dell'involucro si agganciano ai peli degli animali di passaggio disperdendo così anche su lunghe distanze i semi della pianta.

## Distribuzione
La specie di questa voce si trova in Argentina (Patagonia).

## Tassonomia
La famiglia di appartenenza di questa voce (Asteraceae o Compositae, nomen conservandum) probabilmente originaria del Sud America, è la più numerosa del mondo vegetale, comprende oltre 23.000 specie distribuite su 1.535 generi, oppure 22.750 specie e 1.530 generi secondo altre fonti (una delle checklist più aggiornata elenca fino a 1.679 generi). Nel 2021 la famiglia è divisa in 16 sottofamiglie.

### Filogenesi
La sottofamiglia Mutisioideae, nell'ambito delle Asteraceae occupa una posizione "basale" (si è evoluta precocemente rispetto al resto della famiglia) ed è molto vicina alla sottofamiglia Stifftioideae. La tribù Nassauvieae con la tribù Mutisieae formano due "gruppi fratelli" ed entrambe rappresentano il "core" della sottofamiglia.
Il genere Burkartia descritto da questa voce appartiene alla tribù Nassauvieae. Questo genere è stato segregato dal genere Perezia, inoltre in alcuni studi più recenti (2018) il genere Perezia risulta appartenere ad un clade (interno alla tribù) formato dai generi Acourtia, Holocheilus, Nassauvia, Perezia e Triptilion; è quindi probabile che anche Burkartia appartenga a questo clade, o ne sia vicino evolutivamente.
I caratteri distintivi per le specie del genere Burkartia sono:
- il portamento è simile a cuscini di tipo arbustivo;
- le foglie hanno delle forme subulate;
- le corolle sono bilabiate;
- i baracci dello stilo sono incoronati da papille;
- il pappo è formato da setole capillari.